# Heart River (Missouri River)
Der Heart River ist ein 290 Kilometer langer Zufluss des Missouri River im Westen North Dakotas in den Vereinigten Staaten.

## Lauf
Der Heart River entspringt in der Prärie des Billings Countys, im Little Missouri National Grassland in der Nähe der südlichen Hälfte des Theodore Roosevelt National Park und fließt allgemein in östlicher Richtung durch das Stark County nach Gladstone, wo der Green River einmündet. Er fließt dann an Belfield und South Heart vorbei, durch das Patterson Reservoir nach Dickinson und dann in ostsüdöstlicher Richtung in das Grant County. Er durchfließt dann den künstlichen Lake Tschida, der durch den Heart Butte Dam gestaut wird. Unterhalb des Staudammes wendet sich der Lauf dann nach Nordosten und erreicht das Morton County, in welchem er etwa 11 km südlich von Mandan an der östlichen Grenze des Fort Abraham Lincoln State Parks in den Missouri River einmündet.